# Tortilla
Cet article possède un paronyme, voir Tortiya.
Pour le plat espagnol du même nom, voir Tortilla espagnole.
Ne doit pas être confondu avec chips tortillas.

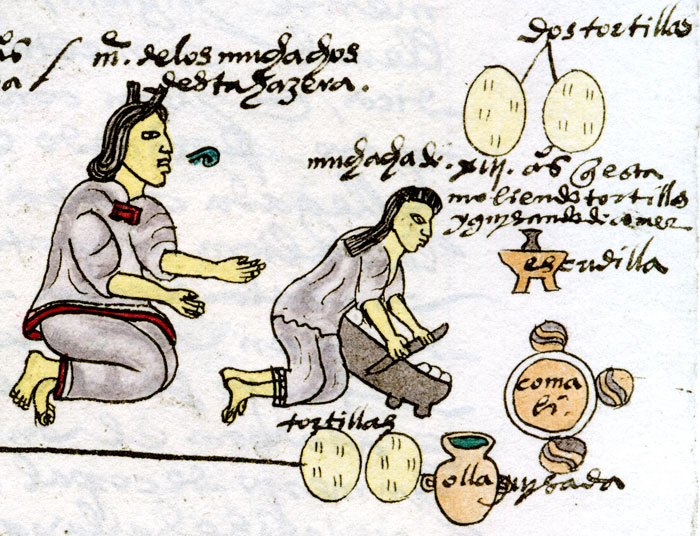
Mère aztèque apprenant à sa fille à préparer des tortillas (Codex Mendoza).

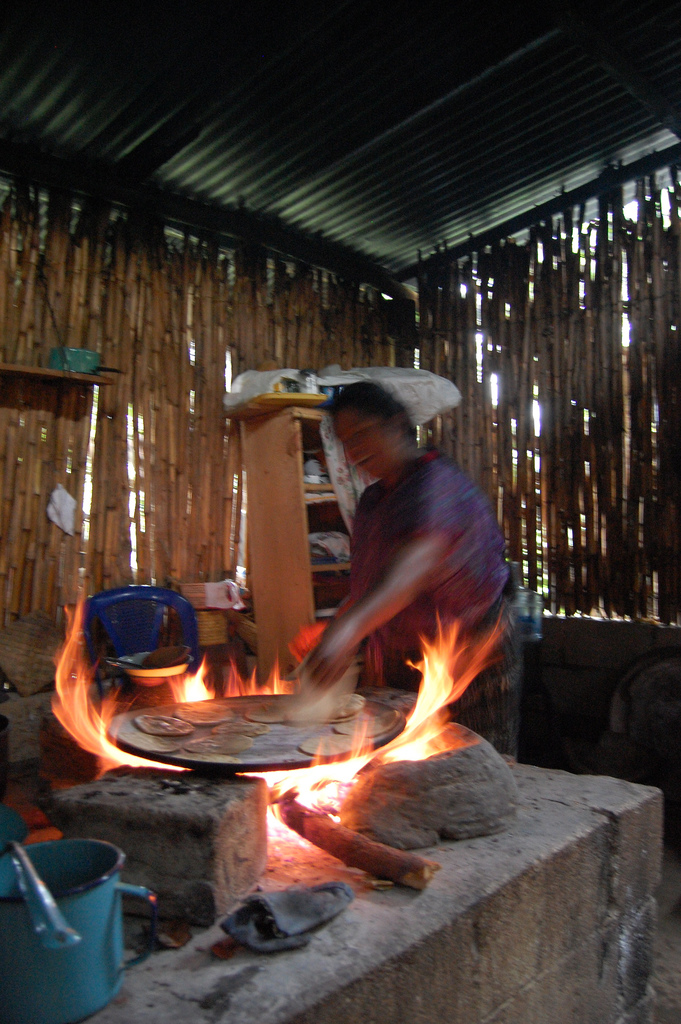
Femme guatémaltèque préparant des tortillas de maïs sur un comal chauffé au feu de bois.

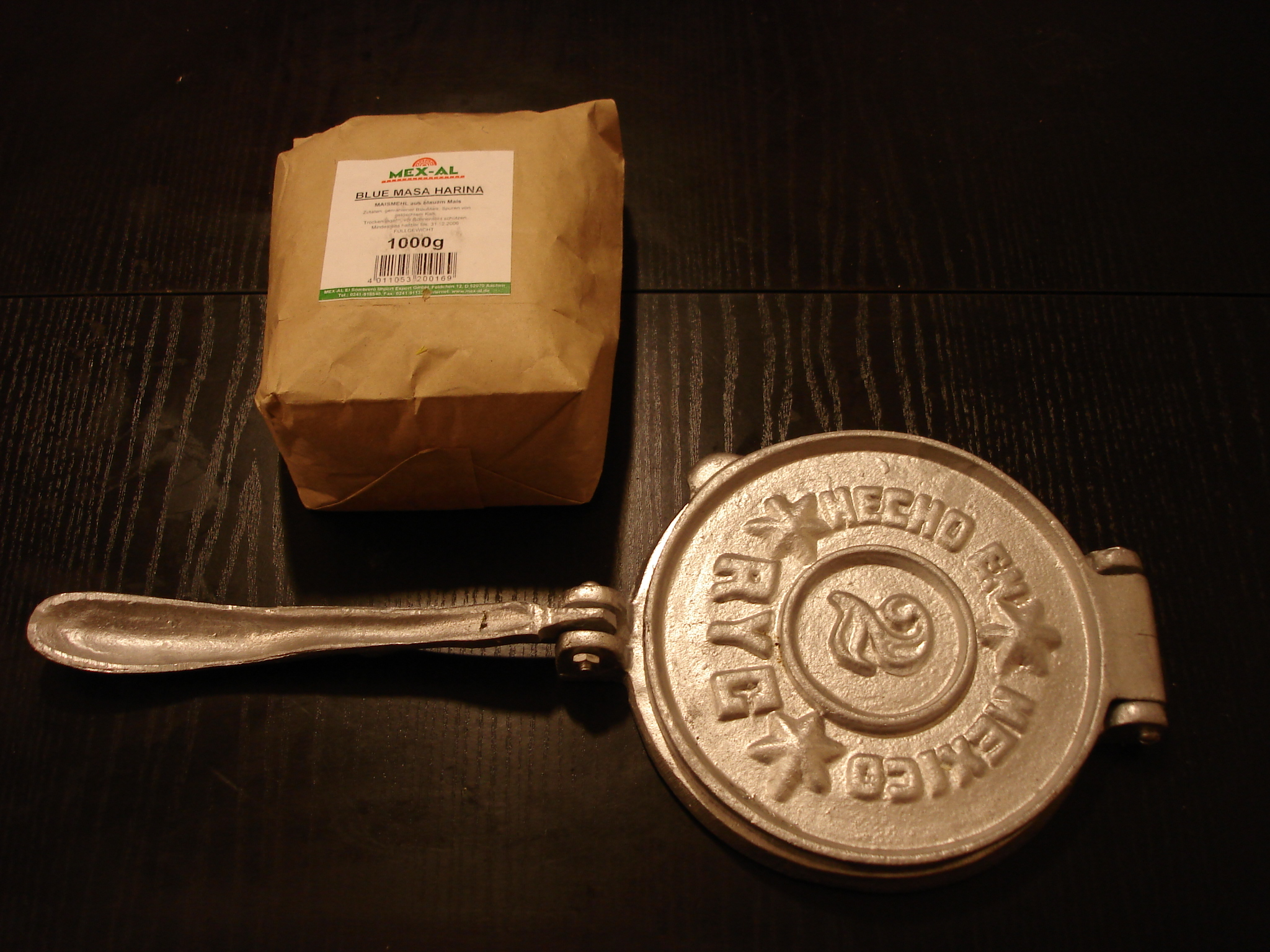
Presse à tortillas : ustensile servant à aplatir les boules de pâte mécaniquement et de manière uniforme.

Une tortilla est une galette préparée à base de maïs, dans la cuisine mexicaine et d'Amérique centrale, où elle est un aliment de base depuis l'Antiquité.
Dans le nord du Mexique et dans la cuisine tex-mex, la farine de maïs est remplacée par de la farine de blé additionnée de saindoux ou de graisse végétale. Ces tortillas de blé sont parfois très légèrement salées,, ce qui n'est pas le cas des tortillas de maïs.
Actuellement, les Mexicains consomment en moyenne environ 30 kilogrammes de tortillas par an, soit près de 80 grammes par jour.
De nos jours, la quasi-totalité des tortillas consommées au Mexique sont produites industriellement, principalement à base de farine de maïs importée et nixtamalisée par des multinationales telles que le leader Gruma.
Les tortillas servent de féculent d'accompagnement et sont utilisées pour la préparation de nombreux antojitos.

## Histoire

### Recherches contemporaines
À l'époque des civilisations précolombiennes, l'aliment de base du régime alimentaire des Amérindiens de Mésoamérique était le maïs dont la domestication, il y a au moins 9 000 ans, contribua de manière déterminante à la sédentarisation de ces peuples. La tortilla est probablement une des plus anciennes préparations culinaires de cette céréale.
La mise au jour à Tehuacán, dans la région mexicaine de Puebla, de metates datant du VIIe millénaire av. J.-C. permet de penser qu'on consommait peut-être déjà des tortillas à cette époque. Les chercheurs ne sont pas unanimes sur cette datation, mais tous s'accordent à dire que la tortilla est un aliment millénaire dont on a trouvé la preuve, à Oaxaca, qu'il est antérieur au Ve siècle av. J.-C..

### Étymologie
Les Espagnols n'adaptèrent à leur propre langue aucun des mots indigènes servant à désigner ce plat. Peu de temps après la conquête du Mexique, comme on peut le constater dans les textes compilés par Bernardino de Sahagún, le mot espagnol « tortilla » s'était standardisé. C'est un diminutif du mot espagnol « torta », lui-même dérivé de l'expression latine « torta panis » (« pain rond ») et désignant, comme le mot « tarte » français, une préparation circulaire et plate à base de pâte. Tortilla désigne aussi en espagnol tout type d'omelette.
Les langues indigènes du Mexique utilisent différents termes pour désigner les tortillas : tlaxkalli (en nahuatl), waaj (en maya), ndíta (en mixtèque)[réf. nécessaire], gueta (en zapotèque), hme (en otomi) ou encore remeke (en raramuri).

## Élaboration

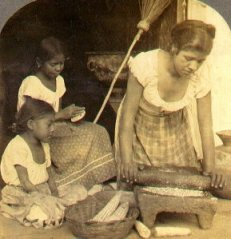
Grains de maïs broyés à l'aide d'un metate, au Salvador, en 1900.

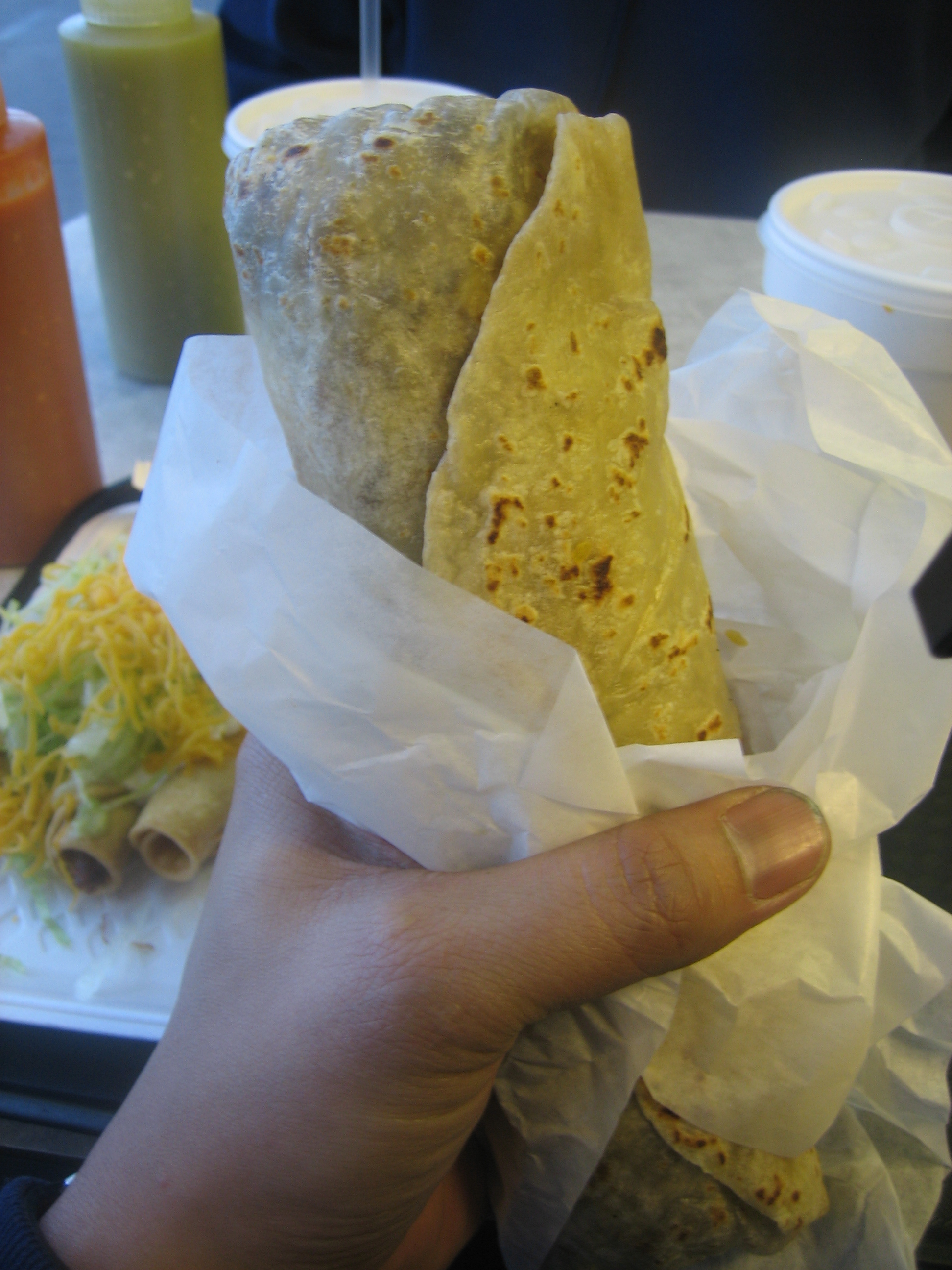
Burrito : tortilla garnie puis roulée.

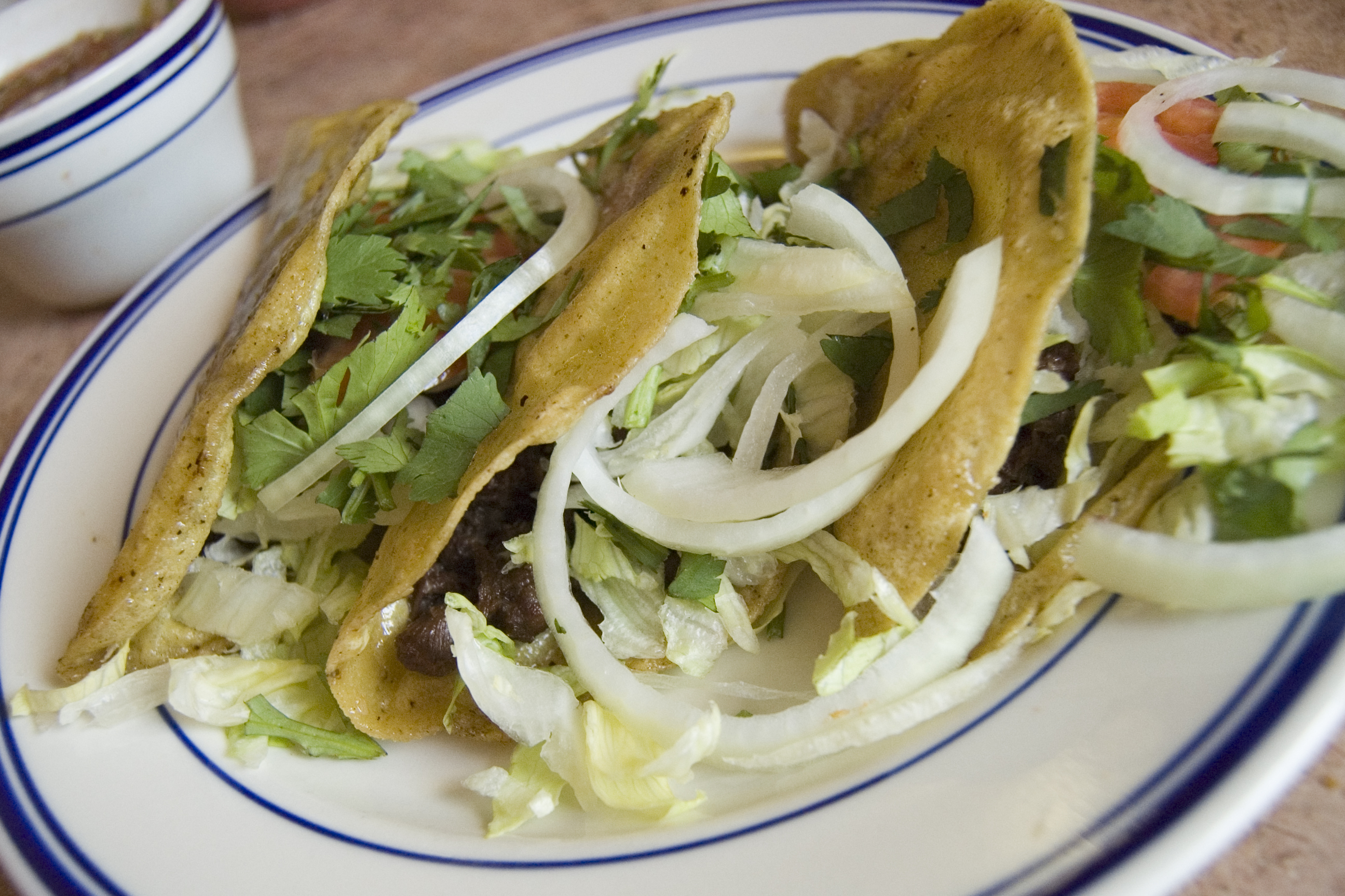
Tacos dorados : tortillas frites puis garnies.

Afin d'élaborer la pâte (« masa », en espagnol), les grains de maïs sont nixtamalisés. Cette préparation consiste à cuire le maïs dans de l'eau de chaux bouillante pendant environ trois heures, pour décoller la cuticule du grain. Après ce traitement, le maïs est appelé « nixtamal ». Il est ensuite lavé à grande eau puis broyé dans un moulin manuel similaire à celui qu'on utilise pour hacher la viande. Autrefois, le broyage était réalisé sur un metate. De l'eau est ajoutée à la préparation jusqu'à obtenir une pâte ferme et malléable.
Cette pâte est ensuite travaillée pour former plusieurs boules. Ces boules sont alors aplaties pour former des disques d'environ 20 cm de diamètre.
Cette opération d'étalement est réalisée avec des mouvements d'écrasement de la paume de la main (« palmotear »).
Cette technique a donné ensuite naissance à la presse à tortillas, constituée de deux plaques de métal ou de bois d'environ 20 cm, qui permettent de former mécaniquement les tortillas avec rapidité et uniformité. 
Ce processus est automatisé dans les « tortillerías » ou « molinos », sortes de boulangeries mécanisées, spécialisées dans la préparation et la vente au poids quotidienne de tortillas en grande quantité. La majorité des Mexicains consomme des tortillas produites de cette manière, ou en achètent produites industriellement en très grande quantité, conditionnées sous vide, majoritairement réalisées avec de la farine de blé et de qualité inférieure.
Les tortillas faites à la main sont cuites sur une plaque chauffée, le « comal », en métal, similaire au billig à crêpes. Le comal est chauffé généralement au gaz. De manière traditionnelle, le comal est chauffé directement sur un feu maison.

## Utilisation
Elles sont consommées en tant qu'accompagnement de plats, voire consommées seules avec un peu de sel.
Les tortillas entrent en particulier dans la préparation des plats suivants : tacos, quesadillas, enchiladas, tostadas, burritos, fajitas, etc.
Pour conserver leur fraîcheur pendant la durée du repas en évitant qu'elles se refroidissent, sèchent et durcissent, elles peuvent être disposées dans un linge de table, ce qui marche en tant qu’enveloppe, à la fois placé à l’intérieur d'un petit panier pouvant être réchauffé dans un four à micro ondes.

## Économie
Au Mexique, les tortillas se vendent principalement confectionnées et cuites sur place dans des tortillerías mécanisées, et dans une moindre mesure sous une forme plus industrielle, sous vide, en supermarché.
En 2007, la hausse du prix des tortillas industrielles a entraîné au mois de février des mouvements de mécontentement populaire. S'il semblait que cette augmentation était due à de fortes hausses du cours mondial du maïs, liées à la croissance de la demande américaine en éthanol, le Mexique ayant importé cette année-là 75 % du maïs qu'il consommait, cette dépendance au cours du maïs sur le marché mondial a cependant été remise en cause. Cette crise aurait en fait davantage été la conséquence de pratiques monopolistiques du gouvernement fédéral et des grandes entreprises mexicaines,.